# Саут Беј лејкерси
Саут Беј лејкерси (енгл. South Bay Lakers) амерички је кошаркашки клуб из Ел Сегунда у Калифорнији. Клуб се такмичи у НБА развојној лиги и тренутно је филијала НБА тима Лос Анђелес лејкерси.

## Историја
Клуб је основан 2006. године и од почетка је филијала Лос Анђелес лејкерса. У сезони 2011/12. и 2015/16. стигли су до финала плеј-офа НБА развојне лиге.

## Филијала
- Лос Анђелес лејкерси (2006—данас)

## Успеси
- НБА развојна лига:
  - Финалиста (2): 2011/12, 2015/16.

## Познатији играчи
- Морис Алмонд
- Ендру Гаудлок
- Микаел Желабал
- Ивица Зубац
- Стефон Лазме
- Честер Мејсон
- Мајк Тејлор
- Џордан Фармар
- Вилијам Шихи